# Rocky Point (Ross-Insel)
Der Rocky Point ist eine Landspitze auf der Westseite der antarktischen Ross-Insel. Sie liegt zwischen der Horseshoe Bay und der Maumee Bight. 
Teilnehmer der Nimrod-Expedition (1907–1909) unter der Leitung des britischen Polarforschers Ernest Shackleton entdeckten und kartierten sie. Benannt wurde sie nach seiner felsigen (englisch rocky) Beschaffenheit.